# Риу-дуз-Индиус
Риу-дуз-Индиус (порт. Rio dos Índios)  —  муниципалитет в Бразилии, входит в штат Риу-Гранди-ду-Сул. Составная часть мезорегиона Северо-запад штата Риу-Гранди-ду-Сул. Входит в экономико-статистический  микрорегион Фредерику-Вестфален. Население составляет 4007 человек на 2006 год. Занимает площадь 236,966 км². Плотность населения — 16,9 чел./км².

## История
Город основан 20 марта 1992 года. 

## Статистика
- Валовой внутренний продукт на 2003 составляет 44.003.050,00 реалов (данные: Бразильский институт географии и статистики).
- Валовой внутренний продукт на душу населения на 2003 составляет 10.171,76 реалов (данные: Бразильский институт географии и статистики).
- Индекс развития человеческого потенциала на 2000 составляет 0,706 (данные: Программа развития ООН).